# Vazimba
Els vazimba van ser els primers habitants de Madagascar, segons la creença popular. Tot i que les creences sobre l'aparença física dels vazimba reflecteixen les variacions regionals, generalment es descriuen com de menor alçada que la persona mitjana, el que porta a alguns científics a especular que poden haver estat un poble pigmeu (i per tant un grup ètnic malgaix separat) que va emigrar de les illes que constitueixen l'ara Indonèsia i es va assentar a Madagascar en el transcurs del període comprès entre 350 aC i 500 dC. L'evidència científica confirma la primera arribada i el subsegüent augment de colons humans a l'illa durant aquest període, però la teoria pigmea no ha estat provada. Les històries sobre el poble vazimba constitueixen un element significatiu de la història cultural i de la identitat col·lectiva del poble malgaix, que van des del vessant històric fins al sobrenatural, i inspiren diverses creences i pràctiques a tota l'illa. Tenen anàlegs en d'altres cultures austronèsies, com els menehunes de Hawaii.

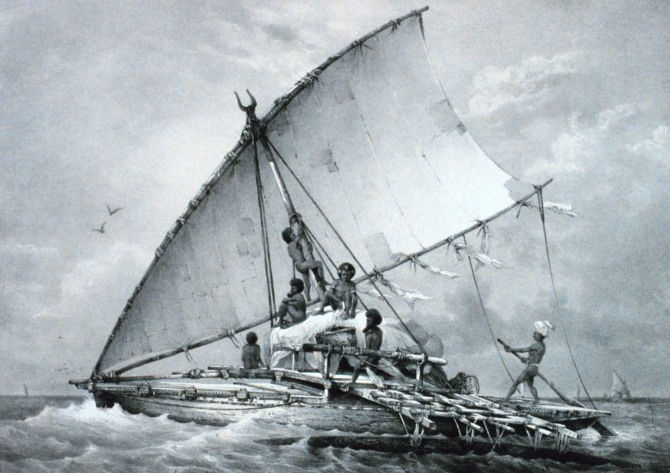
Waka- «gran canoa» (que va donar en malgaix a la paraula "vahoaka" -la «gent», protoaustronèsia «va-waka», «gent de les canoes» o «la gent del mar»): els primers Ntaolo probablement en van utilitzar de similars per arribar a Madagascar des d'Indonèsia

## Primers pobladors de Madagascar
Els fets que van envoltar l'assentament inicial de Madagascar per exploradors oceànics de la regió de l'ara Indonèsia, incloent el moment precís i la naturalesa d'aquesta colonització, segueixen sent objecte de debat i estudi. S'ha teoritzat que hi ha hagut successives onades d'assentaments primerencs a Madagascar. Segons aquesta teoria, les onades es van originar a la mateixa regió del sud-est asiàtic, parlaven el mateix idioma i compartien la mateixa cultura. Quan va arribar la segona onada, van trobar l'illa escassament poblada pels descendents de la primera onada, la cultura i forma de vida havien evolucionat a partir d'arrels relativament primitives, reflectint segles d'adaptació a l'entorn local en total aïllament de les amenaces externes. Segons la creença popular, els vazimba no tenien coneixements de metal·lúrgia ni de cultiu d'arròs i utilitzaven armes d'argila. Després que els colons de parla bantú d'Àfrica oriental emigressin a l'illa i portessin amb ells la seva cultura de pasturatge de bestiar zebú, es deia que els vazimba havien fer ramats de zebús però no es menjaven la seva carn. Si la teoria dels assentaments multionades és correcta, la població indígena (de la primera onada) que els colons de la segona onada, tecnològicament més avançats, haurien trobat a la seva arribada a Madagascar, proporcionarien la base històrica d'històries sobre la naturalesa primitiva de les societats vazimba que es diu que havien trobat a l'illa.
La investigació arqueològica i les històries orals han proporcionat indicis de com podrien haver viscut aquests primers habitants de les Terres altes centrals. A l'arribar als antics boscos tropicals de les terres altes, els vazimba van començar a practicar l'agricultura de tala i crema per aclarir la terra i conrear plàtans, tubercles, gingebre i altres productes de primera necessitat, a més de recol·lectar mel, fruites i llavors comestibles i caçar animals de caça menor en els boscos. A mesura que la seva població augmentava, els llogarets van començar a ser governats per caps i reis. Es creu que els governants s'enrogien els cabells amb un fong local; l'associació del color vermell amb la reialesa es un tret que es troba en molts llocs de Madagascar fins avui en dia.
La història oral classifica als vazimba segons les parts de l'illa on es creu que s'havien assentat. Els vazimba andrano («Vazimba de l'aigua») es van establir al llarg de rius i llacs. Es creia que els vazimba antety («Vazimba de la terra») eren els més nombrosos i, segons sembla, estaven agrupats entorn de la vall de Betsiriry, a les Terres altes centrals. Els vazimba antsingy («Vazimba dels carsts») vivien a les coves al voltant de les formacions de pedra calcària (tsingy) de Bemaraha, a l'oest de Madagascar, i es creia que recollien fruites i altres productes forestals per a viure.

## Ascens i declivi
El primer període de la història oral malgaix es coneix com el període vazimba (Faha vazimba), començant amb la població inicial vazimba de l'illa i el seu establiment de regnes —sovint governats per reines— a la regió central de les Terres altes de Madagascar. Segons alguns comptes, el primer sobirà vazimba de les terres altes centrals va ser anomenat Andriandravindravina. El segon període en la història oral de les Terres altes comença amb la conquesta dels regnes vazimba pels sobirans dels merina en el que es coneixeria com a Imerina en el seu honor. Andriamanelo (1540-1575), que era mig vazimba pels seus avantpassats la reina Rangita i la reina Rafohy, va ser acreditat (juntament amb els seus successors, Ralambo i Andrianjaka) per haver forçat amb èxit als vazimba a sortir de les Terres altes i entrar a la part occidental de l'illa.
Es creu que els darrers vazimba van ser aniquilats durant el regnat d'Andrianjaka (1610-1630). De totes maneres, rebutjant les històries d'aparença física distintiva dels vazimba, Jean-Pierre Domenichini va teoritzar que el terme vazimba pot haver estat més una declaració de diferència cultural que ètnica, i que molts dels que havien estat considerats vazimba en aquest període no es van extingir, sinó que simplement van optar per assimilar-se a la cultura merina. La història oral de moltes famílies merina i betsileo parla de matrimonis mixtes entre els avantpassats merina i vazimba, i alguns malgaixos especulen que el poble caçador-recol·lector mikea i la tribu de pescadors vezo, tots dos concentrats al llarg de la costa occidental i meridional de Madagascar, poden descendir del poble vazimba.

## Tradició popular
En la tradició oral hi ha nombroses històries i llegendes relacionades amb els vazimba. Per exemple, es parla d'una dona vazimba anomenada Ramboamana i d'un home vazimba anomenat Ramboabesofy, coneguts com a tompon-tany (amos de la terra), que haurien estat els primers habitants de Madagascar, assentats a la regió d'Ankavandra. La parella va tenir dos fills, anomenats Rangoromana i Zafihisoky, que segons la llegenda van ser els primers a introduir a l'illa el zebú.
Els merines remunten la seva genealogia a un home anomenat Ndrenavoavo i la seva germana Pelamana, que hauria estat els primers no-vazimba en arribar a Madagascar. Els seus cossos estarien enterrats en un bosc prop de Tsirendresaka i es diu que van ser venerats per tots els vazimba de Betsiriry. Per altra banda, la població de Tsirendresaka té una fady que prohibeix la matança dels zebús, en homenatge a la memòria dels vazimba i la seva tradició de criar bestiar sense matar-los.
A la Madagascar d'avui està molt estesa la creença d'un origen no humà dels vazimba, considerats com una espècie de monstre o esperit malèvol, que es refugia en indrets naturals com rius, coves o goles. Alguns d'aquests llocs, en els quals es creu que els vazimba estan enterrats, són considerats sagrats, i són objecte de peregrinacions i sacrificis rituals.